# داونینگ (میزوری)
داونینگ (به انگلیسی: Downing) یک شهر در ایالات متحده آمریکا است که در شهرستان شویلر، میزوری واقع شده‌است. داونینگ ۱٫۷۴ کیلومتر مربع مساحت و ۳۳۵ نفر جمعیت دارد و ۲۶۶ متر بالاتر از سطح دریا واقع شده‌است.